# Per Wieselgren
Per Wäinö Wieselgren (geboren am 4. August 1900 in Jönköping; verstorben am 11. Februar 1989 in Eslöv) war ein schwedischer Hochschullehrer. Er wurde in die Familie des Ingenieurs Ragnar Wieselgren und der Übersetzerin Hildegard Wieselgren geboren. Er war mit Greta Håkansson (1901–1998) verheiratet, mit der er für estnische Schüler bzw. Studierende das Lehrbuch/die Grammatik Rootsi keele grammatika verfasste (1939). Er arbeitete 1928 als Lektor an der Universität Tübingen.
Im Jahre 1928 beschloss der Schwedische Reichstag an der Universität Tartu (Universität zu Dorpat) eine Professur für schwedische Sprache und schwedische Literatur zu errichten. Dozent Per Wieselgren wurde zum Professor gewählt und übernahm die Stelle 1930. Er hatte die Professur bis zum Herbst 1941 inne, als er durch die deutsche Besatzungsmacht ausgewiesen wurde. 1945 wurde in Schweden die zweite, überarbeitete Auflage des Schwedisch-Estnischen Wörterbuches gedruckt.
Wieselgren lebte danach in Eslöv und fungierte mehrere Jahre als Lektor bei Eslövs högre allmänna läroverk.